# Razón histórica
Razón histórica es un concepto de José Ortega y Gasset, que expone en Historia como sistema (1935), escrito con ocasión del homenaje a Ernst Cassirer. Según Ortega, «El hombre no tiene naturaleza, sino historia» (VI, 41), que es definida como «el sistema de las experiencias humanas que forman una cadena inexorable y única» (VI, 43).
La razón histórica sería el tipo de razón necesaria para entender la historia. En el planteamiento de Ortega, la razón histórica se opone a la «razón fisicomatemática», aunque en común con ésta tendría la característica de ser una razón a posteriori.
La Razón Histórica, revista hispanoamericana de historia de las ideas, toma su nombre de este concepto ortegasiano.